# محمد جعفر چینی چیان
محمد جعفر چینی‌چیان مقدم مشهور به قلی اُف (۱۲۷۵–۱۳۵۴ شمسی) نیکوکار، بازرگان و سرمایه‌دار گیلانی بود که در عمارت چینی‌چیان واقع در میدان شهرداری رشت سکونت داشت. وی ثروت عظیمی از اموال شخصی خود را وقف مردم و نیازمندان کرده بود.

## شغل و پیشه
پس از جنگ جهانی دوم قریب به سه دهه صادرات و واردات عمدهٔ بلورجات نفیس، چوب، آلومینیوم و آهن ایران را از مرز شمالی (بندر انزلی و آستارا خان) عهده‌دار بود. بعلت آمد و شد زیاد با روسیه به آقا قلی اُف مشهور شد. سرای چینی‌چیان واقع در بازار رشت توسط وی ساخته شد و پایگاه اصلی فعالیت‌های تجاری او بود که تا به امروز نیز به همین نام در بازار قدیمی رشت شهرت دارد.

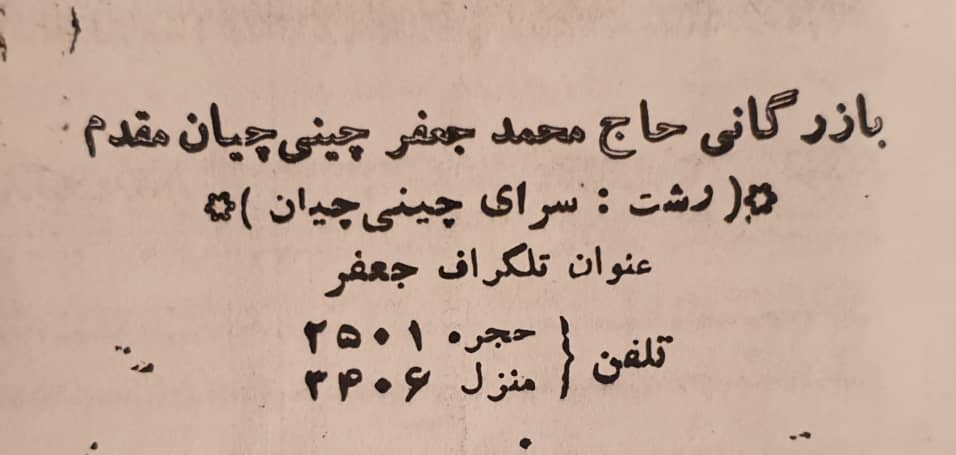
سربرگ بازرگانی چینی‌چیان

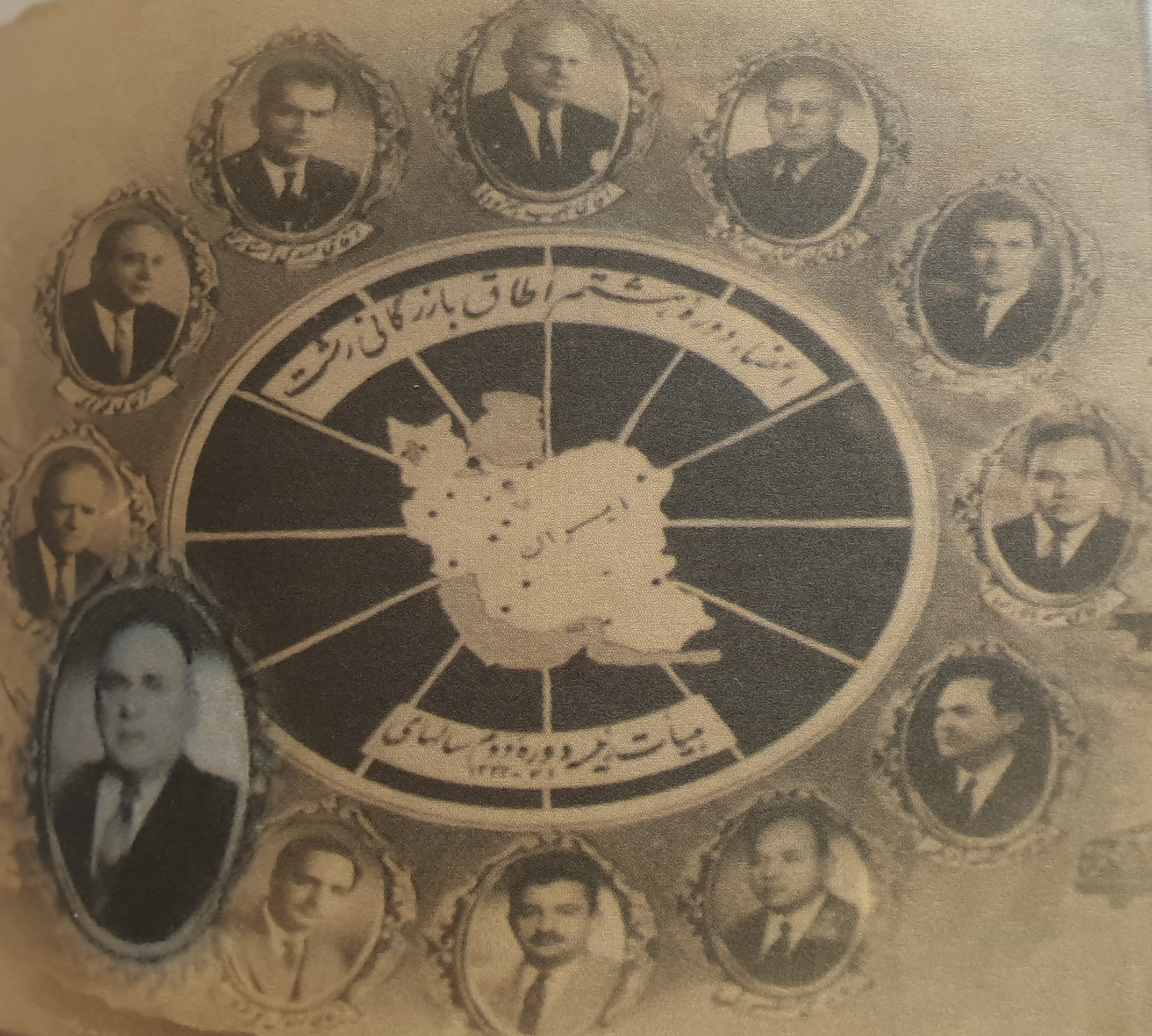
هیئت رئیسه ی اتاق بازرگانی

## کاروانسرای چینی‌چیان
کاروانسرای چینی چیان اسفند ۱۳۷۹ با شمارهٔ ثبت ۳۳۶۸ به‌عنوان یکی از آثار ملی ایران به ثبت رسیده‌است.

## اولین آسایشگاه سالمندان و معلولین ایران
از مؤسسان اولین آسایشگاه سالمندان و معلولین ایران واقع در رشت بود و تأمین مالی پروژه را بر عهده داشت. دوستی نزدیکی با مسیح گیلان ارسن میناسیان داشت و در جهت بهبود امور بهداشتی محرومان گیلان با وی همکاری می‌کرد.

## مسجد چینی‌چیان و امامت احسان بخش
وی به تناسب علم و دین و عدم تعارض دینداری و تحصیلات عالی معتقد بود. مسجد چینی‌چیان واقع در خیابان سعدی توسط او در سال ۱۳۳۸ ساخته شد، سال ۱۳۴۰ شمسی به توصیهٔ مرجع تقلید سید حسین طباطبایی بروجردی و ضیابری، صادق احسانبخش جوان را که دارای تحصیلات دانشگاهی لیسانس از دانشگاه تهران بود به امامت مسجد چینی‌چیان درآورد و او را در رشت اسکان داد، احسانبخش پس از انقلاب در سال ۱۳۵۸ توسط خمینی از مسجد چینی‌چیان به امامت جمعهٔ رشت منصوب شد.
مسجد چینی‌چیان پس از درگذشت احسانبخش در فهرست آثار ملی ایران ثبت شد.

## سایر موقوفات
- وقف بیش از ۳۰ باب مغازه در خیابان‌های منتهی به شهرداری رشت (برای امور خیریه و هزینه‌های جاری موقوفات)
- مدارس دخترانه[۷] و پسرانهٔ چینی‌چیان[۸]
- درمانگاه، تهیهٔ مسکن و جهیزیه و بورسیهٔ تحصیلی جوانان و …[۹]

## عمارت چینی‌چیان
خانهٔ تاریخی چینی‌چیان واقع در میدان شهرداری و بافت تاریخی رشت در سال ۱۳۹۶ به عنوان میراث فرهنگی ثبت شد.

## مراسم بزرگداشت، چاپ تمبر و تندیس[۱۳]
در تاریخ اسفند سال ۱۳۹۲ مراسمی جهت بزرگداشت محمدجعفر چینی‌چیان و خانوادهٔ او توسط ادارهٔ کل بهزیستی گیلان در مصلای رشت برگزار شد. در این همایش مدیرکل وقت بهزیستی از تمبر و تندیس محمدجعفر چینی‌چیان رونمایی کردند و ویژه نامه ای به این مناسبت منتشر و توزیع شد.

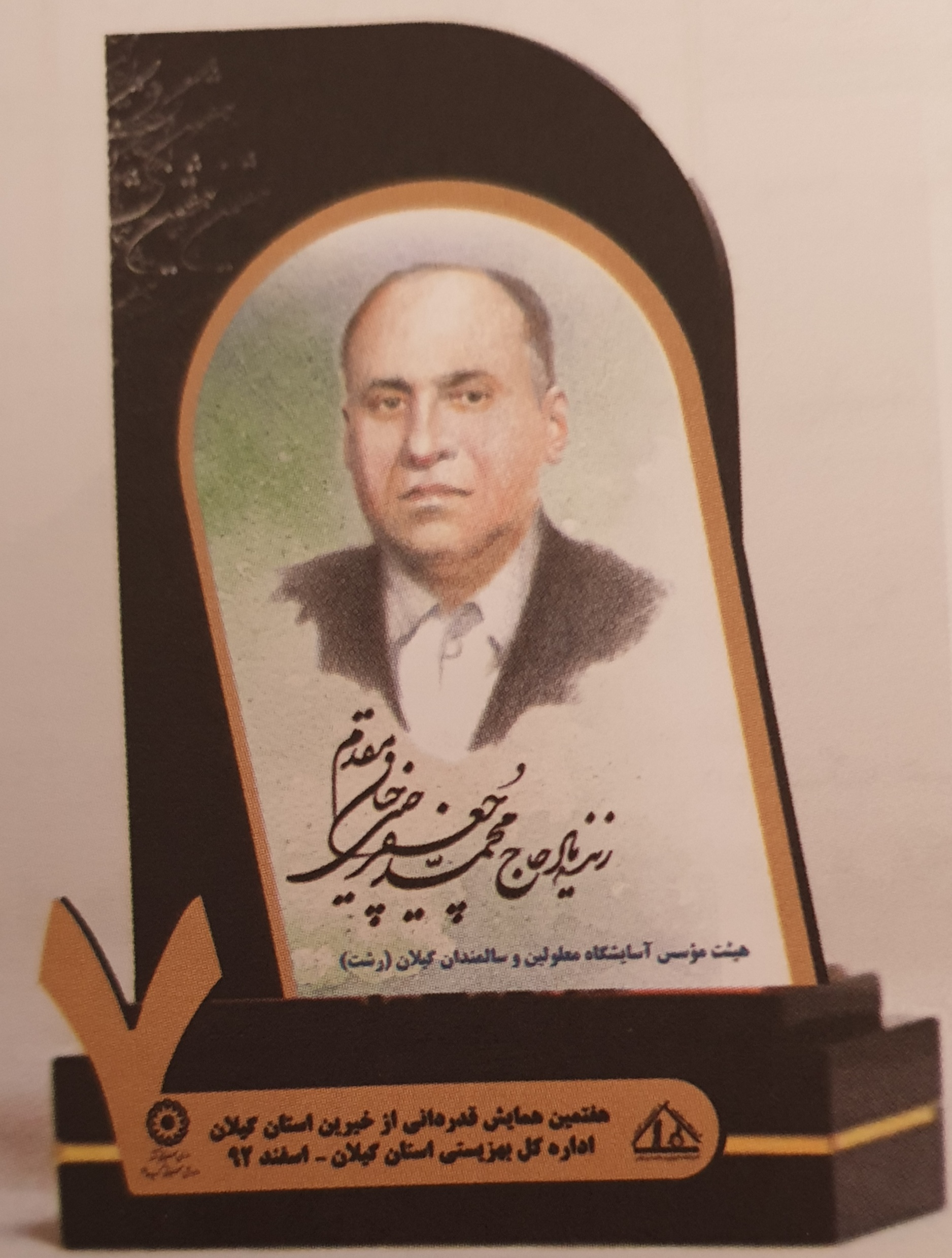
تندیس یادبود محمدجعفر چینی‌چیان

## دودمان و سرگذشت
سال ۱۲۷۵ هجری شمسی در انزلی چشم به جهان گشود. پدر بزرگ و پدرش مهدی قلی تاجر بلورجات نفیس، ابریشم گیلان و عمدتاً پارچهٔ ابریشمین چوچونچه بودند و از خوزستان تا گیلان مراودات تجاری داشتند، محمدجعفر نیز جا پای پدر گذاشت و در خلال جنگ جهانی با حضور نیروهای متفقین در منطقه از فرصت استفاده کرد و با گفتمان تجاری فعالیت‌های خود را تا اروپا و روسیه گسترش داد. با دختر هادی جفرودی مالک جفرود و گلشن (منطقه آزاد انزلی کنونی) ازدواج کرد و پس از میان سالی با کمک پسرش ابوالقاسم چینی‌چیان به کارهای عام‌المنفعه مشغول شد. تا پایان عمر خویش عضو هیئت رئیسهٔ اتاق بازرگانی بود.

## فوت
سرانجام در سال ۱۳۵۴ شمسی، در سن ۷۹ سالگی به علت کهولت سن و بیماری درگذشت. بدیع‌الله شبان در ویژه نامهٔ بزرگداشت چینی‌چیان منتشر شده در اسفند ۹۲ توسط اداره کل بهزیستی گیلان اینچنین می‌گوید: "این بزرگمرد در سال ۱۳۵۴ دار فانی را وداع گفت و مردم عزادار رشت با احترام بسیار زیاد تابوت او را طی تشریفات خاص به قم منتقل کردند و در صحن حضرت معصومه (س) به خاک سپردند."